# Paweł Wildstein

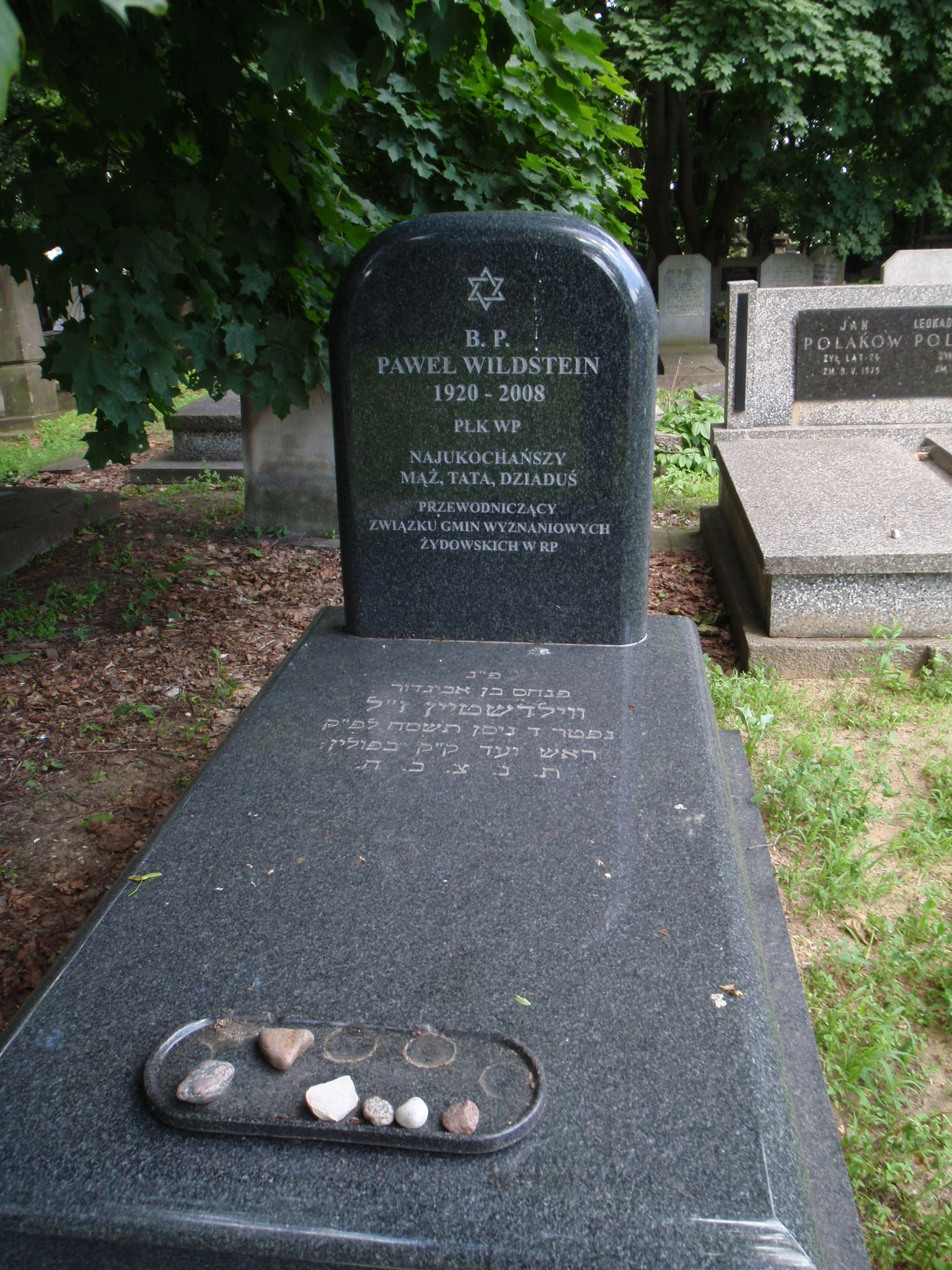
Grób Pawła Wildsteina na Cmentarzu żydowskim przy ul. Okopowej w Warszawie

Paweł Wildstein (ur. 12 maja 1920 we Frysztaku, zm. 8 kwietnia 2008 w Warszawie) – polski wojskowy i działacz społeczności żydowskiej, pułkownik Wojska Polskiego.

## Życiorys
Urodził się we Frysztaku w rodzinie żydowskiej, jednak lata swojej młodości spędził w Jaśle. Był synem Wiktora Wildsteina i Loli z domu Neubart; miał młodszą siostrę Edytę.
Zaraz po wybuchu II wojny światowej uciekł do Lwowa. Następnie zatrudnił się w bazie remontowej w Stryju. Wkrótce jednak został wywieziony na Syberię. Trafił do miejscowości Baturino nad rzeką Czalim, gdzie pracował przy wycince drzewa. Po ucieczce z Baturino trafił do kołchozu w obwodzie Lengierskim, gdzie dowiedział się o tworzeniu polskiej armii. Następnie ze względu na zły stan nóg przebywał przez pół roku w posiołku Aleksandrowka. Stamtąd, odzyskawszy władzę w nogach, udał się do Sielc nad Oką. W międzyczasie pracował jeszcze jako sprzątacz i bagażowy na dworcu w Nowosybirsku.
Pod koniec 1942 został przyjęty do armii Andersa w stopniu kaprala. Po kilku miesiącach zostaje jednak z niej wydalony z powodu tyfusu.
W 1945 otrzymał stopień majora. W tym samym roku w Wesołej poznał swoją przyszłą żonę, Janinę Madej.
Po zakończeniu wojny służył w ludowym Wojsku Polskim. W 1946 został awansowany do stopnia podpułkownika, a w 1949 do stopnia pułkownika. Ukończył studia na Wydziale Dyplomatyczno-Konsularnym Akademii Nauk Politycznych, Inżynierską Akademię Łączności w Leningradzie oraz Akademię Sztabu Generalnego. Zwolniony z wojska w 1968 w stopniu pułkownika, w wyniku czystki antysemickiej będącej następstwem wydarzeń marcowych. W 1970 został ostatecznie zwolniony z funkcji kierownika Katedry Łączności i Radiolokacji w Wojskowej Akademii Technicznej w Warszawie. Po tych wydarzeniach zajął się tłumaczeniem tekstów technicznych.
W latach 1993–1997 był przewodniczącym Związku Gmin Wyznaniowych Żydowskich w RP, a w latach 1997–2008 jego honorowym przewodniczącym. Wówczas spotkał się w wieloma osobistościami świata kultury i polityki, m.in. Elżbietą II, Dalajlamą XIV, Janem Pawłem II czy z Billem i Hillary Clintonami. Był współprzewodniczącym Komisji Regulacyjnej ds. Gmin Wyznaniowych Żydowskich, członkiem Zarządu Stowarzyszenia Żydowski Instytut Historyczny oraz Polskiego Komitetu Wspierania Budowy Muzeum Historii Żydów Polskich. Zasiadał w radzie nadzorczej Fundacji Ochrony Dziedzictwa Żydowskiego.
11 kwietnia 2008 został pochowany na cmentarzu żydowskim przy ulicy Okopowej (kwatera 1). Uroczystościom towarzyszyła salwa honorowa.

## Odznaczenie
- Krzyż Kawalerski Orderu Odrodzenia Polski (uchwałą Prezydium Krajowej Rady Narodowej z 13 września 1946, za bohaterskie czyny i dzielne zachowanie się w walce z niemieckim najeźdźcą, oraz za gorliwe wypełnianie obowiązków służbowych)[3]